# Муса, Юнус
Юнус Димоара Муса (англ. Yunus Dimoara Musah; род. 29 ноября 2002, Нью-Йорк) — американский и английский футболист, полузащитник итальянского клуба «Милан» и сборной США.

## Ранние годы
Юнус родился в Нью-Йорке в семье выходцев из Ганы. В юном возрасте переехал с родителями в Италию, где жил в Кастельфранко-Венето и начал футбольную карьеру в местной команде «Джорджоне». В 2012 года переехал в Лондон с семьёй, где начал тренироваться в составе футбольной академии «Арсенала».
Помимо гражданства США, Юнус имеет также гражданства Великобритании, Италии, и Ганы.

## Клубная карьера
Летом 2019 года Муса отказался подписывать контракт с «Арсеналом», вместо этого заключив соглашение с испанским клубом «Валенсия». 14 сентября 2019 года впервые сыграл в составе «Валенсия Месталья» (резервной команды «Валенсии») в матче испанской Сегунды B против «Ла-Нусии». 1 марта 2020 года забил свой первый гол за «Месталью» в матче против «Химнастика».
13 сентября Муса дебютировал в основном составе «Валенсии» в матче испанской Примеры против «Леванте» в возрасте 17 лет и 8 месяцев, и стал первым английским футболистом в истории «Валенсии».
4 августа 2023 года Муса перешёл в итальянский «Милан», подписав контракт до лета 2028 года. Стоимость трансфера составила 20 млн евро (гарантированные 18 млн и 2 млн в виде бонусов). За «россонери» он дебютировал 26 августа в матче против «Торино», выйдя на замену во втором тайме вместо Рубена Лофтус-Чика.

## Карьера в сборной
Муса мог выступать за сборные США, Ганы, Италии и Англии. С 2016 по 2019 год выступал за юношеские сборные Англии.
3 ноября 2020 года Муса был впервые вызван в сборную США — на товарищеские матчи со сборными Уэльса 12 ноября и Панамы 16 ноября. В матче с валлийцами дебютировал за звёздно-полосатую дружину, выйдя в стартовом составе. В марте 2021 года объявил о своём решении выступать за сборную США.
Был включён в состав сборной США на чемпионат мира 2022.
По итогам 2022 года Муса был назван лучшим молодым футболистом США.

## Достижения

### Командные достижения
«Милан»
- Обладатель Суперкубка Италии: 2024

Сборная США
- Победитель Лиги наций КОНКАКАФ: 2019/20[23], 2022/23[24]

### Личные достижения
- Молодой футболист года в США: 2022
- Член символической сборной финала четырёх Лиги наций КОНКАКАФ: 2023[25]